# Магма
Ма́гма (др.-греч. μάγμα — «месиво, густая мазь») — расплавленная масса под твёрдой земной корой.
Природный, чаще всего силикатный, раскалённый, жидкий расплав, возникающий в земной коре или в верхней мантии, на больших глубинах, и при остывании формирующий магматические горные породы.
Излившаяся магма, потерявшая большую часть летучих компонентов (таких как вода, углекислый газ, фтор, хлор и др.) называется лавой.

## Состав магмы
В магме содержатся практически все химические элементы, среди которых наиболее представлены Si, Al, Fe, Ca, Mg, К, Ti, Na, а также различные летучие компоненты (оксиды углерода, сероводород, водород, фтор, хлор, водяной пар и др.). Летучие компоненты при кристаллизации магмы на глубине частично входят в состав различных минералов (амфиболов, слюд и прочих). В редких случаях отмечаются магматические расплавы несиликатного состава, например, щёлочно-карбонатного (вулканы Восточной Африки) или сульфидного.
По мере продвижения магмы вверх количество летучих компонентов сокращается. Дегазированная магма, излившаяся на поверхность, называется лавой.

## Разновидности магмы

### Базальтовая магма
Базальтовая (основная; из «базальта») магма, по-видимому, имеет большее распространение. В ней содержится около 50 % кремнезёма, в значительном количестве присутствуют алюминий, кальций, железо и магний, в меньшем — натрий, калий, титан и фосфор.
По химическому составу базальтовые магмы подразделяются на толеитовую (перенасыщенна кремнезёмом) и щёлочно-базальтовую (оливин-базальтовую) магму (недонасыщенную кремнезёмом, но обогащённую щелочами).

### Гранитная магма
Гранитная (риолитовая, кислая; из «гранита») магма содержит 60—65 % кремнезёма, она имеет меньшую плотность, более вязкая, менее подвижная, в большей степени, чем базальтовая магма, насыщена газами.
В зависимости от характера движения магмы и места её застывания, различают два типа магматизма: интрузивный и эффузивный. В первом случае магма остывает и кристаллизуется на глубине, в недрах Земли, во втором — на земной поверхности или в приповерхностных условиях (до 5 км).

## Кристаллизация магмы
Любой магматический расплав состоит из жидкости, газа и твёрдых кристаллов, которые стремятся к равновесному состоянию. В зависимости от изменения температуры, давления, состава газов и т. п. меняются расплав и образовавшиеся в нём ранее кристаллы минералов — одни растворяются, другие возникают вновь, и весь объём магмы непрерывно эволюционирует.